# モーリス・ローイ
モーリス・ローイ（Maurice Loewy、1833年4月15日 – 1907年10月15日）は、フランスの天文学者である。本名はモーリッツ・レヴィ（Moritz Loewy）。

## 生涯
現在はチェコ領であるオーストリア帝国マリーエンバートでユダヤ人の家に生まれた。1841年に両親は反ユダヤの動きから逃れるためにウィーンに移った。ローイはウィーン天文台の助手となり、天体力学の分野で働いた。当時のオーストリア＝ハンガリー帝国は改宗しないユダヤ人が重要な職につくのを許さなかったので、天文台長のカール・リットロー（Karl L. Littrow）はパリ天文台の台長のユルバン・ルヴェリエに紹介し、ローイは1860年にパリ天文台の職を得ることができた。ローイはフランスの市民権を得た。
小惑星や彗星の軌道の研究を行い、緯度計測の分野でも働き、Connaissance des Temps（航海用暦）の精度の向上に功績があった。光学の分野でも収差の低減にも取り組んだ。
1872年に経度委員会のメンバーになり、1873年に科学アカデミーの会員に選ばれた。1889年に王立天文学会ゴールドメダルを受賞。

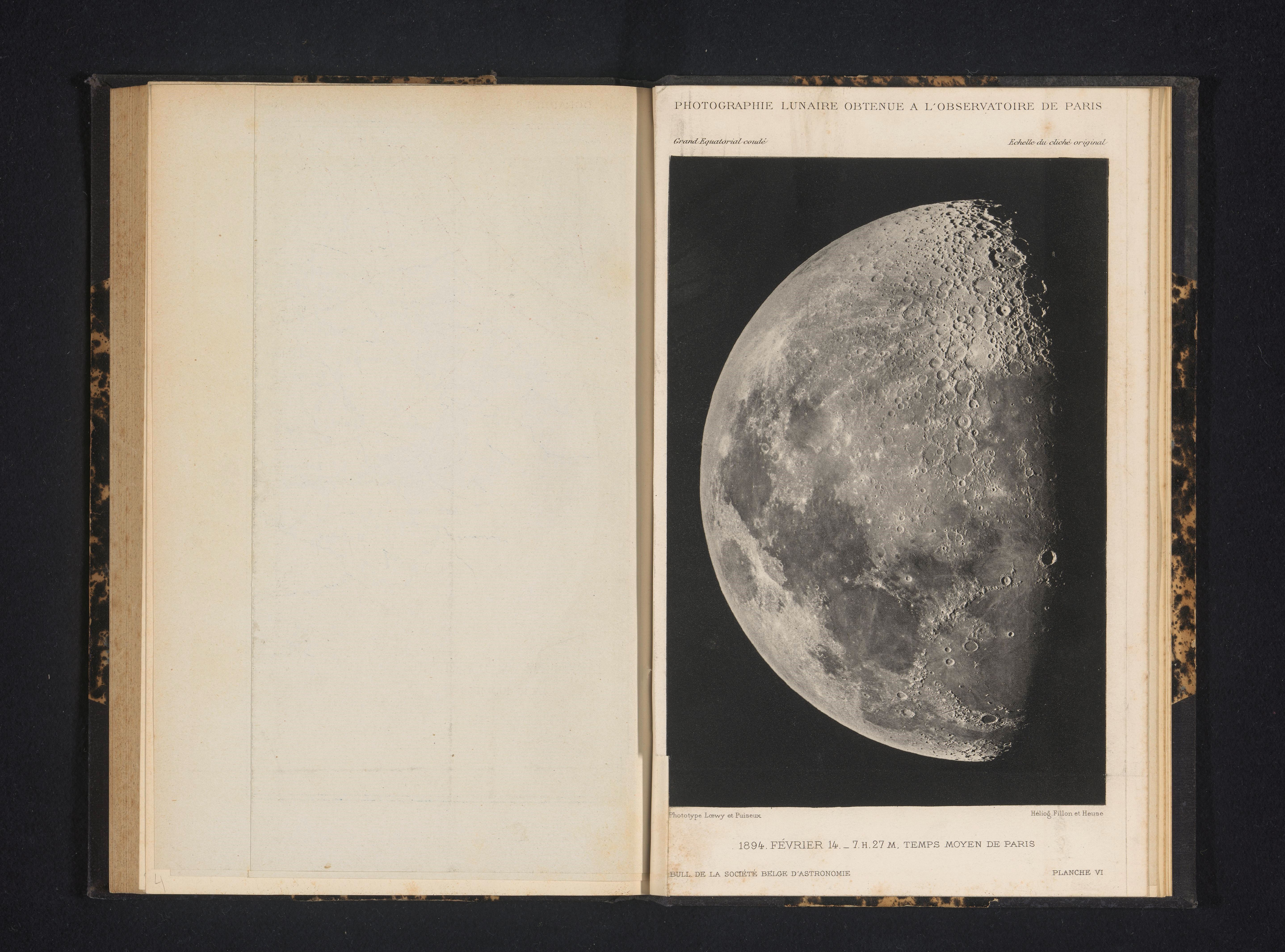
月面図

1896年にパリ天文台の台長となり、天文物理部門を創設した。シャルル・ル・モルヴァン、ピエール・ピュイゾーと共に、月面の写真10,000枚をつかって、月面図を作成し、L'Atlas photographique de la Lune (1910年)を出版した。1907年、パリで政府の会合に参加中に急死した。
月のクレータに名を残している。小惑星(253)マティルドはローイの妻の名前が命名の由来であるとされている。

## 著書
- Bahn des Cometen V 1858, K.K. Hof- und Staatsdruckerei, Wien 1858
- Bahnbestimmung der ersten Kometen 1857, K.K. Hof- und Staatsdruckerei, Wien 1859
- Loewy & Puiseux: Pariser Mondatlas in 48 fotografischen Aufnahmen, Paris 1896
- Loewy & Puiseux: Atlas photographique de la Lune (12-teilig, 1910), in Google Books.